# Ľudovít Kubáni
Ľudovít Kubáni (pseudonym Hladovanský; 16. října 1830, Slovenské Zahorany – 30. listopadu 1869, Rimavské Brezovo) byl slovenský básník, prozaik, literární kritik a dramatik.

## Životopis
Narodil se v učitelské rodině a dětství prožil v Drienčanech. Vzdělání získával v Popradu, Miskolci, Ožďanech, později pokračoval na škole v Levoči. Než mohl pokračovat v dalším vzdělávání, musel nejprve sehnat prostředky na studium, a tak začal pracovat. Nejprve byl úředníkem sklářské hutě v Zlatně (nyní České Brezovo), později na úřadě v Rimavském Brezově a Rimavské Sobotě. V tomto období se setkával s mnoha slovenskými spisovateli a kulturními či politickými činiteli, jako byli Pavol Dobšinský, Štefan Marko Daxner nebo Ján Botto. Vydával rukopisný časopis Hodiny zábavy a přispíval do dalších časopisů. V roce 1855 se stal notářem v obci Bátka, o rok později se stal „služným“ v Rimavském Brezovém a o něco později v Rožňavě. V roce 1867 zůstal bez práce a se svou početnou rodinou byl odkázán na pomoc dobrodince, až nakonec získal místo v advokátní kanceláři. Nečekaně tragicky zemřel při hře v karty, když ho bodl přímo do srdce spoluhráč, jeho švagr a kmotr, evangelický farář, Andrej Antalík.

## Tvorba
Jeho literární začátky se datují do období studií v Levoči. Hlavním motivem jeho děl je deziluze a převaha zkušeností nad city a vůlí člověka. Snažil se také o potlačení sentimentálních prvků. Námětem pro jeho díla jsou revoluční rok 1848, Memorandum národa slovenského, působení a myšlenky štúrovců, ale také národnostní otázky, otázky národní svobody a historické události či postavy. Typický je pro něj obraz básníka jako žebráka, člověka z okraje společnosti. V próze se většinou objevují i autobiografické rysy. Jeho tvorba je přechod mezi romantismem a realismem. Psal poezii a krátkou prózu.

## Dílo
- 1855 – Blíženci, poviedka (jen rukopis)
- 1860 – Hlad a láska, svatojánské dobrodružství
- 1860 – Čierne a biele šaty, tragikomická črta
- 1860 – Mendík, povídka – jsou v ní romantické i realistické prvky. Vystupují v ní tři společenské vrstvy: inteligence (Šípik, Šípiková), chudí (Sidónia, Kubáni, Gašpar), řemeslník (Volovec). Mendíkové jsou chlapci, kteří pracovali v učitelských nebo farářských rodinách, starali se o domácnosti, ale získali vzdělání.
- 1861 – Pseudo-Zamojski, kriminální epizoda
- 1861 – Drahým priateľom Makovickému a Nemessáyimu, adresná poezie
- 1862 – Apoteózis rumov
- 1862 – Deň 6. a 7. junia roku 1861 v Turčianskom Sv. Martine, alegorická báseň
- 1868 – Traja sokoli, veršované drama (vyšla až v roce 1905)
- 1869 – Radziwillovna, královna polská, veršovaná pověst
- 1870 – Emigranti, turistické dobrodružství
- 1872 – Valgatha, historická pověst, nejrozsáhlejší dílo (nedokončené, známá je jen první část)
- 1873 – Suplikant, povídka